# Belbèze-en-Comminges
Belbèze-en-Comminges – miejscowość i gmina we Francji, w regionie Oksytania, w departamencie Górna Garonna.
Według danych na rok 1990 gminę zamieszkiwało 108 osób, a gęstość zaludnienia wynosiła 11 osób/km² (wśród 3020 gmin regionu Midi-Pireneje Belbèze-en-Comminges plasuje się na 955. miejscu pod względem liczby ludności, natomiast pod względem powierzchni na miejscu 1101.).